# Campeonato Anual Tucumano de Rugby
El Campeonato Anual de Rugby Tucumano o Anual Tucumano es la denominación del torneo de la categoría superior de rugby 15 masculino de clubes organizado por la Unión de Rugby de Tucumán (URT), que se realizó anualmente desde 1944 hasta 1998, donde sus clubes empezaron a disputar el torneo regional del noroeste. En 2018 el torneo se volvió a disputar luego de 20 años y en 2021 el torneo se realizó debido a la suspensión del Torneo Regional. En 2024, debido a la conmemoración del 80 aniversario de la Unión de Rugby de Tucumán, regreso el torneo y se volvió a disputar anualmente, otorgando la clasificación al Regional del NOA. Es disputado por los diez mejores equipos de Tucumán. Está considerado como uno de los mejores del país 

## Historia
En 1944 Natación y Gimnasia, Tucumán Rugby, Universitario y Cardenales fundaron la Unión de Rugby del Norte. Ese mismo año se disputó el Anual Tucumano, con la participación de los fundadores y de Atlético Tucumán y Tucumán de Gimnasia, con Tucumán Rugby como primer campeón. El anual fue el máximo certamen de la Unión por décadas. Jugándose con casi el mismo formato, con algunos cambios hasta 1998. En 1999 los clubes empezaron a competir en el Regional del Norte contra equipos de Jujuy, Salta y Santiago del Estero.
El torneo fue considerado de los mejores del país. También fue una cuna de jugadores de alto nivel, aportando muchos jugadores a la selección nacional.
Tucumán Rugby con 20 y Universitario con 17 son los máximos campeones del campeonato anual tucumano.

## Participantes
- Los Tarcos Rugby Club
- Natación y Gimnasia
- Tucumán Lawn Tennis
- Tucumán Rugby Club
- Universitario Rugby Club
- Cardenales Rugby Club
- Huirapuca (Concepción)
- Corsarios Rugby Club
- Jockey Club de Tucumán
- Lince Rugby Club

## Lista de campeones
| \| Temporada \| Campeón/es \| \| --------- \| ----------------------------------- \| \| 1944 \| Tucumán Rugby \| \| 1945 \| Universitario \| \| 1946 \| Tucumán Rugby \| \| 1947 \| Natación y Gimnasia \| \| 1948 \| Tucumán Rugby \| \| 1949 \| Natación y Gimnasia \| \| 1950 \| No se disputó \| \| 1951 \| Universitario - Tucumán Rugby \| \| 1952 \| Tucumán Rugby \| \| 1953 \| Tucumán Rugby \| \| 1954 \| Cardenales \| \| 1955 \| Natación y Gimnasia \| \| 1956 \| Tucumán Rugby \| \| 1957 \| Natación y Gimnasia \| \| 1958 \| Universitario \| \| 1959 \| Universitario \| \| 1960 \| Universitario \| \| 1961 \| Natación y Gimnasia - Tucumán Rugby \| \| 1962 \| Tucumán Rugby \| \| 1963 \| Universitario \| \| 1964 \| Cardenales \| \| 1965 \| Universitario \| \| 1966 \| Los Tarcos \| \| 1967 \| Universitario - Los Tarcos \| \| 1968 \| Universitario \| \| 1969 \| Los Tarcos \| \| 1970 \| Universitario \| \| 1971 \| Universitario \| \| 1972 \| Universitario \| \| 1973 \| Universitario - Tucumán Lawn Tennis \| \| 1974 \| Universitario \| \| 1975 \| Los Tarcos \| \| 1976 \| Universitario - Los Tarcos \| \| 1977 \| Tucumán Lawn Tennis - Tucumán Rugby \| \| 1978 \| Tucumán Rugby \| \| 1979 \| Tucumán Lawn Tennis \| \| 1980 \| Tucumán Lawn Tennis \| \| 1981 \| Tucumán Lawn Tennis \| \| 1982 \| Tucumán Lawn Tennis \| \| 1983 \| Los Tarcos \| \| 1984 \| Los Tarcos \| \| 1985 \| Los Tarcos \| \| 1986 \| Los Tarcos \| \| 1987 \| Los Tarcos \| \| 1988 \| Tucumán Rugby \| \| 1989 \| Tucumán Rugby \| \| 1990 \| Tucumán Rugby \| \| 1991 \| Tucumán Rugby \| \| 1992 \| Tucumán Rugby \| \| 1993 \| Tucumán Rugby \| \| 1994 \| Los Tarcos \| \| 1995 \| Natación y Gimnasia - Tucumán Rugby \| \| 1996 \| Natación y Gimnasia \| \| 1997 \| Universitario \| \| 1998 \| Universitario \| \| 2018 \| Tucumán Rugby \| \| 2021 \| Tucumán Rugby \| \| 2024 \| Natación y Gimnasia \| \| 2025 \| Lawn Tennis \| |                                     |
| Temporada | Campeón/es                          |
| 1944 | Tucumán Rugby                       |
| 1945 | Universitario                       |
| 1946 | Tucumán Rugby                       |
| 1947 | Natación y Gimnasia                 |
| 1948 | Tucumán Rugby                       |
| 1949 | Natación y Gimnasia                 |
| 1950 | No se disputó                       |
| 1951 | Universitario - Tucumán Rugby       |
| 1952 | Tucumán Rugby                       |
| 1953 | Tucumán Rugby                       |
| 1954 | Cardenales                          |
| 1955 | Natación y Gimnasia                 |
| 1956 | Tucumán Rugby                       |
| 1957 | Natación y Gimnasia                 |
| 1958 | Universitario                       |
| 1959 | Universitario                       |
| 1960 | Universitario                       |
| 1961 | Natación y Gimnasia - Tucumán Rugby |
| 1962 | Tucumán Rugby                       |
| 1963 | Universitario                       |
| 1964 | Cardenales                          |
| 1965 | Universitario                       |
| 1966 | Los Tarcos                          |
| 1967 | Universitario - Los Tarcos          |
| 1968 | Universitario                       |
| 1969 | Los Tarcos                          |
| 1970 | Universitario                       |
| 1971 | Universitario                       |
| 1972 | Universitario                       |
| 1973 | Universitario - Tucumán Lawn Tennis |
| 1974 | Universitario                       |
| 1975 | Los Tarcos                          |
| 1976 | Universitario - Los Tarcos          |
| 1977 | Tucumán Lawn Tennis - Tucumán Rugby |
| 1978 | Tucumán Rugby                       |
| 1979 | Tucumán Lawn Tennis                 |
| 1980 | Tucumán Lawn Tennis                 |
| 1981 | Tucumán Lawn Tennis                 |
| 1982 | Tucumán Lawn Tennis                 |
| 1983 | Los Tarcos                          |
| 1984 | Los Tarcos                          |
| 1985 | Los Tarcos                          |
| 1986 | Los Tarcos                          |
| 1987 | Los Tarcos                          |
| 1988 | Tucumán Rugby                       |
| 1989 | Tucumán Rugby                       |
| 1990 | Tucumán Rugby                       |
| 1991 | Tucumán Rugby                       |
| 1992 | Tucumán Rugby                       |
| 1993 | Tucumán Rugby                       |
| 1994 | Los Tarcos                          |
| 1995 | Natación y Gimnasia - Tucumán Rugby |
| 1996 | Natación y Gimnasia                 |
| 1997 | Universitario                       |
| 1998 | Universitario                       |
| 2018 | Tucumán Rugby                       |
| 2021 | Tucumán Rugby                       |
| 2024 | Natación y Gimnasia                 |
| 2025 | Lawn Tennis                         |

## Palmarés
| Equipo              | Títulos | Temporadas ganadas |
| ------------------- | ------- | --- |
| Tucumán Rugby       | 20      | 1944, 1946, 1948, 1951, 1952, 1953, 1956, 1961, 1962, 1977, 1978, 1988, 1989, 1990, 1991, 1992, 1993, 1995, 2018, 2021. |
| Universitario       | 17      | 1945, 1951, 1958, 1959, 1960, 1963, 1965, 1967, 1968, 1970, 1971, 1972, 1973, 1974, 1976, 1997, 1998                    |
| Los Tarcos          | 11      | 1966, 1967, 1969, 1975, 1976, 1983, 1984, 1985, 1986, 1987, 1994.                                                       |
| Natación y Gimnasia | 8       | 1947, 1949, 1955, 1957, 1961, 1995, 1996, 2024.                                                                         |
| Tucumán Lawn Tennis | 7       | 1973, 1977, 1979, 1980, 1981, 1982, 2025.                                                                               |
| Cardenales          | 2       | 1954, 1964. |

Nota: En el año 2021 se jugaron 2 torneos (Natación ganó el apertura y Tucumán Rugby el clausura) y luego una super final de la cual salió campeón Tucumán Rugby Club.